# Greyface Dartmoor
Le Greyface Dartmoor (dartmoor à face grise) est une race rare de mouton domestique originaire du Dartmoor, dans le Sud-Ouest de l'Angleterre. Il est connu aussi sous le nom de « dartmoor amélioré » (Improved Dartmoor). Il a été sélectionné tout au long du XIXe siècle grâce aux races locales à longue laine résistant aux intempéries, ainsi qu'avec le leicester. C'est une race de mouton plutôt de grande taille à la laine longue, connue pour sa caractéristique faciale. Il pèse une soixantaine de kilogrammes. Il n'a pas de corne et il est plutôt court sur pattes. Sa toison blanche peut peser 7 kg à 9 kg (plus épaisse chez le bélier); mais il est élevé aujourd'hui surtout pour sa viande.